# Dragan Vukoja
Dragan Vukoja (Teja, 11 marzo 1969) è un ex calciatore croato.

## Carriera
Formatosi nell'Olimpija Osijek, ha poi giocato in patria nell'Osijek e nel Hrvatski Dragovoljac.
Trasferitosi in Italia nel 1997, ha militato nel Foggia, nel Genoa, nella Salernitana e nel Pescara.
Lasciati gli abruzzesi nel marzo 2001, si trasferisce in Cina per giocare nel S. Shangwutong.
Ritorna in patria nel 2003, dove torna a vestire la maglia dell'Osijek con cui chiude la carriera tre anni più tardi.

## Palmarès

### Individuale
- Capocannoniere della Coppa di Croazia: 1

1996-1997 (5 reti)